# Grey's Anatomy: The Video Game
Grey's Anatomy: The Video Game è un videogioco basato sulla serie televisiva Grey's Anatomy, pubblicato dalla Ubisoft il 10 marzo 2009.

## Modalità di gioco
Il gioco si divide in tre modalità di gioco: sfide, scelte ed operazioni. Le prime due modalità vengono esplorate attraverso una serie di numerosi minigiochi che devono essere completati in un tempo limitato. Anche per quanto riguarda la modalità "operazioni" si tratta di risolvere alcuni minigiochi, per lo più mnemonici, di carattere medico.
Il gioco è diviso in diversi episodi, ognuno dei quali composto da una sfida, una scelta ed un'operazione. Se si riesce a completare con successo tutte e tre le modalità si va avanti con la storia. Diversamente si perde una delle dieci "vite" (rappresentate da dei cuoricini) che il giocatore ha a disposizione.

## Trama
La trama del videogioco ruota intorno ad un'epidemia di difterite nell'ospedale. Sono presenti anche altre sotto-trame, come la ricerca di una borsa di studio di Cristina, nonostante la critica negativa di Derek, prima di prendere la difterite, il rapporto altalenante di quest'ultimo con Meredith e l'esitazione di Alex nella scelta fra Lexie ed Ava.
Oltre ai personaggi regolari della quarta stagione di Grey's Anatomy, vengono presentati alcuni nuovi personaggi creati appositamente per il videogioco, come l'agente Damon Birger della CDC (Center for Disease Control) e l'infermiere Vince Bennet, che ha un interesse nei confronti di Cristina.